# Miconia fragilis
Miconia fragilis är en tvåhjärtbladig växtart som beskrevs av Charles Victor Naudin. Miconia fragilis ingår i släktet Miconia och familjen Melastomataceae.
Artens utbredningsområde är Franska Guyana. Inga underarter finns listade i Catalogue of Life.